# Lac Diablo
Le lac Diablo est un lac situé au nord de l'État de Washington aux États-Unis. Le lac est formé par un barrage artificiel construit sur le fleuve Skagit au sein de la zone récréative de Ross Lake National Recreation Area dans la chaine montagneuse des North Cascades.

## Description
Le lac s’étend sur une superficie de 3,68 km2 au sein de la Ross Lake National Recreation Area non loin du parc national des North Cascades. Le barrage Diablo (Diablo Dam), qui alimente en électricité la ville de Seattle, a été construit au début du XXe siècle.